# ナグルファー
ナグルファー（Naglfar）は、スウェーデン出身のブラックメタルバンド。
バンド名は、北欧神話に登場する同名の船ナグルファルから。ディセクションなどのメロディックブラック勢から影響を受けている。

## 略歴
1992年に、イェンス・ライデン(Vo/G)とクリストファー・オリヴィウス(B)を中心に結成。当時のバンド名は「アンインタード (Uninterred)」であった。その後、ウルフ・アンデション(Ds)とモーガン・ハンソン(G)、フレドリック・デーガシュトロム(G)、アンドレアス・ニルソン(G)がバンドに加入。この時には、イェンス・ライデンはボーカル専任になっていた。
1994年に、フレドリック・デーガシュトロム(G)とウルフ・アンデション(Ds)が脱退。ドラムには、ドラムマシンを用いて、1stデモ『Stellae Trajectio』をリリース。リリース前に、現バンド名の「Naglfar」と改名した。
1995年に、マティアス・ホルムグレン(Ds)が加入し、2ndデモ『We Are Naglfar - Fuck You!』をリリース。そして、ロング・アゲイン・レコードと契約。1stアルバム『Vittra』をリリースしデビューした。リリース後、マティアス・ホルムグレン(Ds)が脱退した。サポートドラマーとしてモーガン・リエ(Ds)が参加し、1996年に3rdデモ『Maiden Slaughter』をリリース。1997年に正式メンバーとして、マティアス・グラーン(Ds)が加入。
1998年に、WARミュージックから1stEP『When Autumn Storms Come』、2ndアルバム『Diabolical』をリリース。同アルバムは、 日本でもトイズファクトリーからリリースされ日本デビューを果たした。この時、1stアルバム『Vittra』も同時にリリースされた。
2000年にモーガン・ハンソン(G)が脱退し、マーカス・ノーマン(G)が加入。レーベルをニュー・ハウエン・レコード/センチュリー・メディア・レコードに移して、2002年に2ndEP『Ex Inferis』をリリースし、2003年に3rdアルバム『Sheol』をリリース。

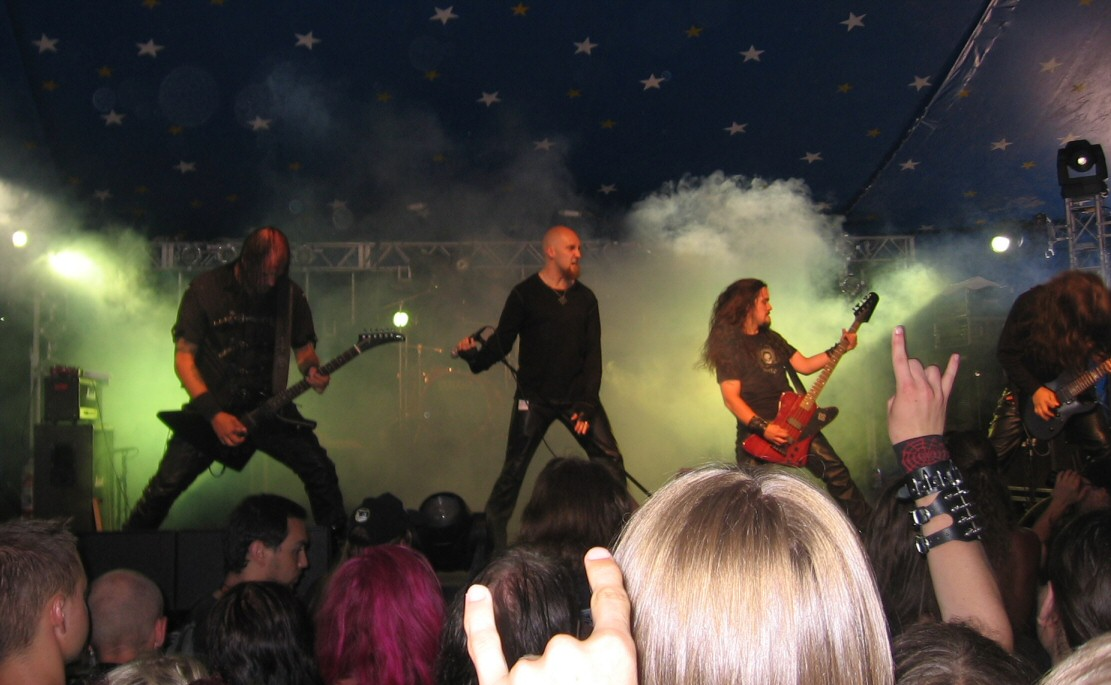
フィンランド・ヘルシンキ公演 (2005年7月)

2005年にオリジナル・メンバーのイェンス・ライデンが、学業を理由にウメオからストックホルムへ引越すことで、バンド活動を継続することが難しくなったため脱退した。クリストファー・オリヴィウス(B)がボーカルを兼任して、4thアルバム『Pariah』をリリース。その後、一時期サポートドラマーとして在籍していたモーガン・リエがベーシストとして加入したため、クリストファー・オリヴィウスはボーカル専任になった。
2007年に5thアルバム『Harvest』をリリースした。
それからしばらく音沙汰がなかったが、2011年12月にマティアス・グラーン(Ds)が脱退していたことが発表された。また、新アルバムをレコーディング中で、空席となったドラマーには、ソイルワークで活動するダーク・ヴェルビューレン(Ds)がセッションとして参加することも併せて発表された。
2012年に6thアルバム『Téras』をリリース。日本では、トゥルーパー・エンタテインメントからのリリースとなった。この年のライブでは、メンバー不在のパートに、アレックス・フリベリ(B、ネクロフォビック)とエフライム・ユントゥネン(Ds、Persuader)がサポート参加した。
2020年、7thアルバム『Cerecloth』をリリース。

## メンバー

### 現メンバー

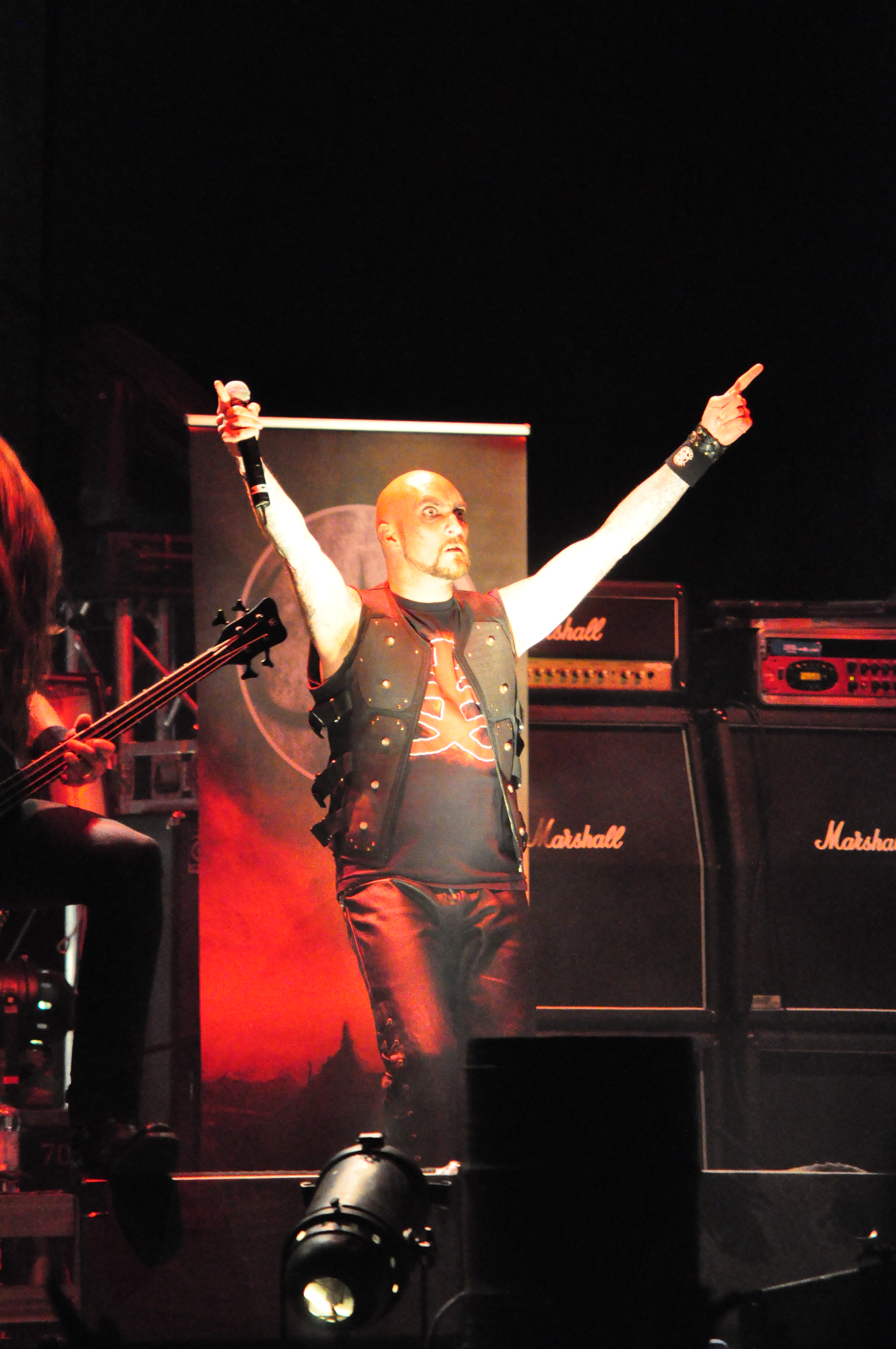
K・オリヴィウス(Vo) 2012年

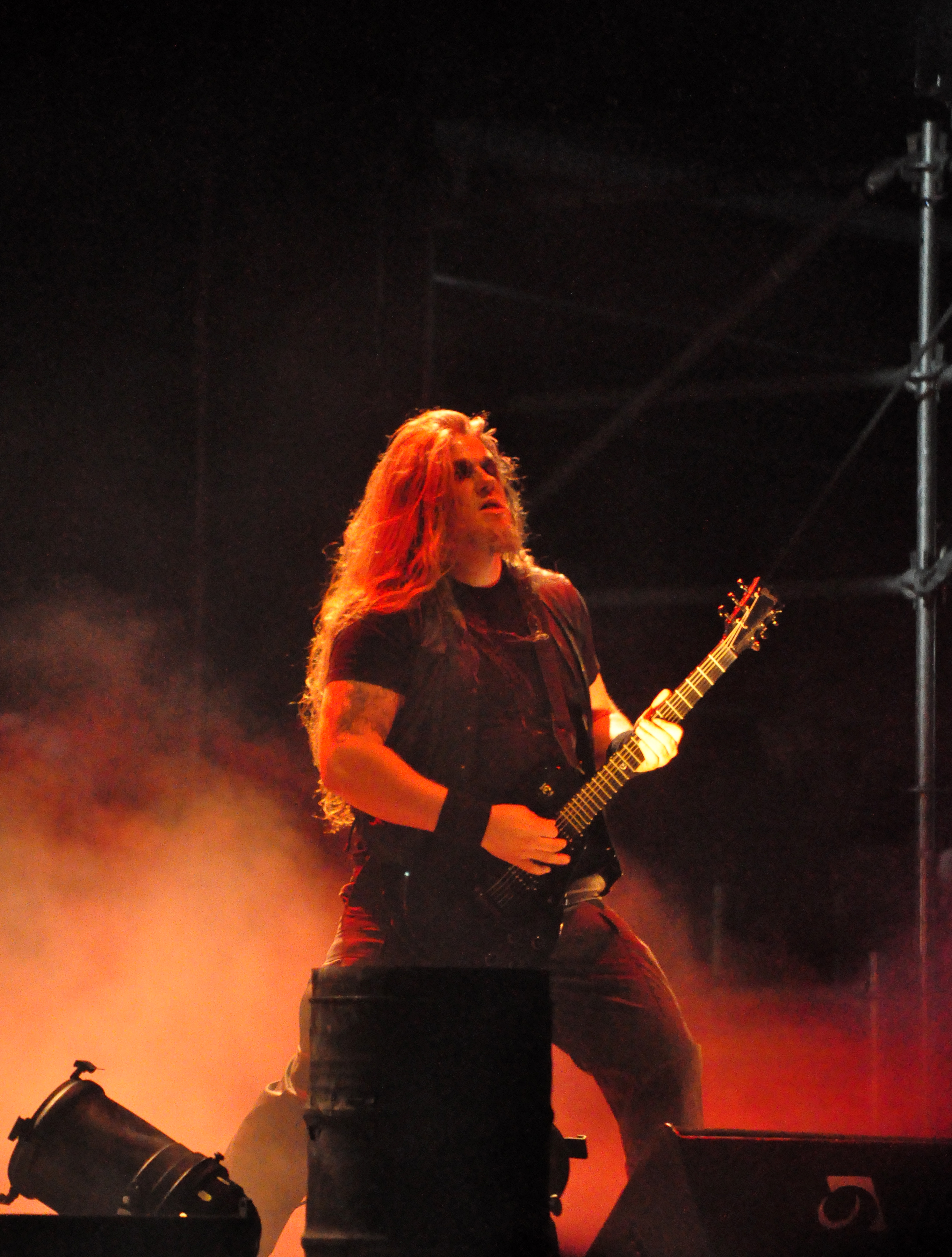
アンドレアス・ニルソン(G) 2012年

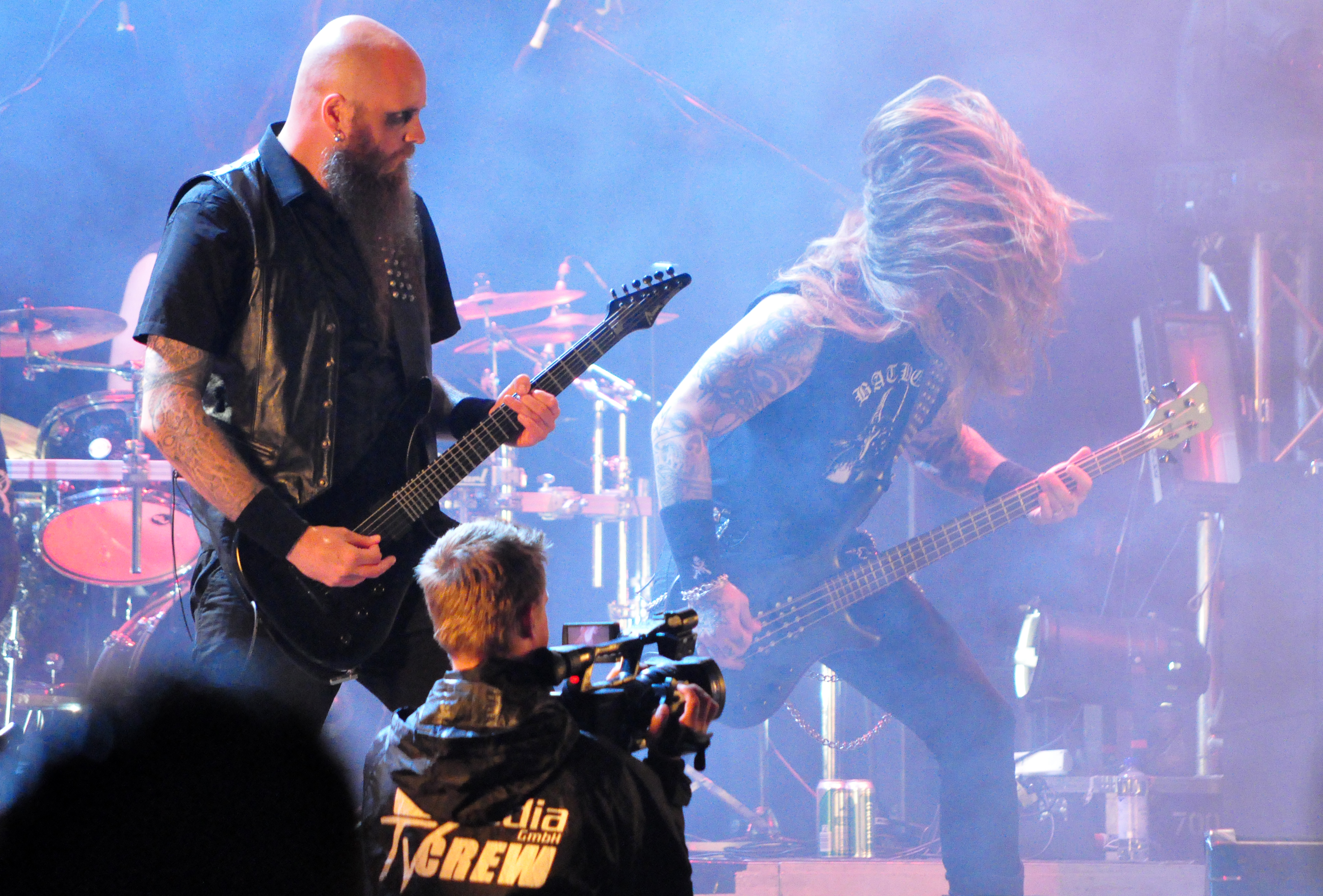
左マーカス・ノーマン(G) 2012年

- クリストファー・オリヴィウス (Kristoffer Olivius) - ボーカル (1992- )
1992年から2005年まではベース専任。その後、ボーカル/ベース兼任を経てボーカル専任となった。
- アンドレアス・ニルソン (Andreas Nilsson) - ギター (1993- )
- マーカス・ノーマン (Marcus Norman) - ギター/ベース/キーボード (2000- )
ギター専任だったが、6thアルバム『Téras』でベース/キーボードも兼任した[2]。

|  |  |  |  |

### 旧メンバー
- イェンス・ライデン (Jens Rydén) - ボーカル (1992 - 2005)
結成当初は、ギター兼任であった。ナグルファー活動中にはソロプロジェクト、デッド・サイレント・スランバーでも活動していた。ストックホルムへ引越した後、ソロプロジェクト、プロファンディでも活動している。また、ザイアフィングに加入し活動している。
後に写真家としても活動を開始しており、主にエクストリーム・メタルバンドのプロモーション写真をメインに活動している[4]。これまでに担当したバンドとしては、カーナル・フォージやマーダック、モーネガルム、アンリーシュドなどが挙げられる。
- フレドリック・デーガシュトロム (Fredrik Degerström) - ギター (1993 - 1994)
- モーガン・ハンソン (Morgan Hansson) - ギター (1993 - 2000)
- モーガン・リエ (Morgan Lie) - ベース (2005 - 2011)
1995年から1997年までは、サポートドラマーとして在籍していた。Bone Gnawerでドラマーとして活動中。
- ウルフ・アンデション (Ulf Andersson) - ドラムス (1993 - 1994)
ノクターナル・ライツでも活動していた。
- マティアス・ホルムグレン (Mattias "Matte" Holmgren) - ドラムス (1995)
スカイファイヤーのデモ『Within Reach』にボーカルとして参加。
- マティアス・グラーン (Mattias Grahn) - ドラムス (1997 - 2011)

### サポートメンバー
- ダーク・ヴェルビューレン (Dirk Verbeuren) - ドラムス (2011)
6thアルバム『Téras』に参加。ソイルワーク、スカーヴ、メガデスで活動。イイルクーン、リザンクシアのアルバムにもセッション参加したことがある。
- アレックス・フリベリ (Alex 'Impaler' Friberg) - ベース (2012- )
2012年からのライブに参加。7thアルバム『Cerecloth』にも参加している。ネクロフォビック、ジャガーノート、トライデント、カーニーウォーで活動。
- エフライム・ユントゥネン (Efraim Juntunen) - ドラムス (2012- )
2012年からのライブに参加。7thアルバム『Cerecloth』にも参加している。ギロチン、パースエイダーで活動。

## ディスコグラフィ

### アルバム
- Vittra (1995)
- Diabolical (1998)
- Sheol (2003)
- Pariah (2005)
- Harvest (2007)
- Téras (2012)
- Cerecloth (2020)

### EP
- When Autumn Storms Come (1998)
- Ex Inferis (2002)

### デモ
- Stellae Trajectio (1994)
- We Are Naglfar - Fuck You! (1995)
- Maiden Slaughter (1996)